# 文岩站 (忠清北道)
文岩站（：／ Munam yeok */?）曾为韩国铁路忠北线上的一个车站，位于道安站和甫川站之间，目前已废止。

## 历史
- 1967年5月1日：开始使用[1]。
- 1974年6月1日：停止使用[2]。

## 脚注
1. ↑  대한민국관보 철도청고시제325호(1967.04.26)
2. ↑  대한민국관보 철도청고시제24호(1974.05.22)